# Stictochironomus reissi
Stictochironomus reissi är en tvåvingeart som beskrevs av Peter Scott Cranston 1989. Stictochironomus reissi ingår i släktet Stictochironomus och familjen fjädermyggor.
Artens utbredningsområde är Syrien. Inga underarter finns listade i Catalogue of Life.